# Парк Диане Будисављевић
Парк Диане Будисављевић је београдски парк на обали Саве, између Бетон хале и Бранковог моста.
На овом простору се некада налазила царинарница, као и Театар на Ђумруку - прво стално позориште у Београду које је радило током 1841. и 1842. године.
Парк је формиран у склопу реконструкције Карађорђеве улице. Име је добио 21. маја 2020. године по Диани Будисављевић, хуманитарки аустријског порекла која је током Другог светског рата из логора Независне Државе Хрватске спасила 15.336 деце углавном српске националности.
У парку се налази споменик палим обалским радницима, који је померен са првобитног места и постављен у непосредној близини Бетон хале. Предвиђено је да на овом простору буде подигнут и споменик Диани Будисављевић, за шта је формиран одбор у Граду Београду, на чијем се челу налази Леон Којен, а који још чине заменик градоначелника Београда Горан Весић, градски урбаниста Марко Стојчић, заменица председника Скупштине града Београда Андреа Радуловић и Оливера Вучковић, директорка Завода за заштиту споменика културе Града Београда.